# Always Be My Baby
Singles de Mariah Carey
Open Arms
(1995) Forever
(1996)
Always Be My Baby est une chanson de l'artiste américaine Mariah Carey issue de son cinquième album studio, Daydream. Elle sort en single le 9 mars 1996 sous le label Columbia Records. La chanson est écrite par Jermaine Dupri et Manuel Seal qui ont aussi produit le morceau. Dans cette chanson à tempo modéré, les paroles décrivent le sentiment d'attachement et de fusion que ressent le personnage envers son copain même s'ils ne sont plus ensemble. Elle dit qu'il constituera toujours une partie d'elle et sera « toujours son bébé » même après leur séparation.
Les critiques musicaux apprécient Always Be My Baby. La chanson devient le onzième numéro un de Carey dans le Billboard Hot 100, et partage son record avec Madonna et Whitney Houston qui ont toutes les deux le plus de numéros un. Il reste deux semaines en première place dans ce hit-parade et est également le huitième numéro un de Carey au Canada. Dans d'autres régions, atteint des positions favorables, atteignant la troisième place au Royaume-Uni, la cinquième en Nouvelle-Zélande, la 17e en Australie et le top 20 dans la plupart des autres pays où elle est disponible en single.
Le clip de la chanson montre Carey aussi bien batifoler dans un camping que de se balancer sur une immense balançoire au-dessus d'un lac. D'autres scènes présentent deux enfants, un garçon et une fille, se promener la nuit et passer du temps ensemble autour d'un feu de camp. Carey interprète la chanson lors du Daydream World Tour en 1996 et dans la plupart de ses tournées suivantes. Always Be My Baby apparaît ensuite dans plusieurs compilations, Number 1's, Greatest Hits et The Ballads.

## Genèse et enregistrement
Tandis que Carey enregistre Daydream en 1995, elle commence à rechercher de nouveaux producteurs, de sorte à produire un nouveau son. Jermaine Dupri, qui devient célèbre à cette période, commence à travailler avec Carey pour cet album. Après avoir enregistré la chanson en décembre 1994, Carey dit qu'elle a travaillé avec Jermaine Dupri car il y a « une atmosphère vraiment différente ». De plus, Carey demande de l'aide à Manuel Seal, un producteur de hip-hop et de RnB contemporain. Lorsque Seal joue différentes tonalités sur un piano, Carey lui donne la mélodie qu'elle « avait dans la tête » et commence à fredonner la phrase « toujours mon bébé ». Lors d'une interview avec Fred Bronson, Carey s'exprime sur l'écriture et la production de la chanson :
« Jermaine, Manuel et moi sommes assis et Jermaine a joué de la batterie. Je lui ai dit ce que je voulais et Manuel a posé ses mains sur le clavier puis commencé à jouer la mélodie. Nous sommes revenus sur le pont et la deuxième section. J'avais le fond de la chanson et ai commencé à chanter Always Be My Baby. »
Tout comme les producteurs qui ont travaillé avec Carey avant lui, Dupri félicite les capacités vocales de Carey : « elle peut vraiment faire quelque chose avec sa voix. Elle est vocalement douée ». La chanson est aussi soutenue par des chœurs qui chantent dans des registres graves tandis que la chanteuse chante dans un registre aigu, créant un « effet de doublage ». Concernant la technique utilisée pour les chœurs, Carey dit :
« Pour moi, les chœurs prennent une part importante dans une chanson. C'est pourquoi j'aime souvent les faire moi-même ou sinon je définis d'abord les pistes. Soit je dédouble ma voix, soit je fais quelques chansons avec ma propre voix. Il est facile pour moi d'écouter ma voix. Et quand vient le moment d'intégrer d'autres chœurs, je les laisse faire ce qu'ils veulent. »

## Structure musicale
Always Be My Baby est une ballade de style pop et en même temps RnB contemporain. Elle a un tempo modéré de 76 pulsations par minute. La chanson possède un effet de doublage que Carey a créé dans le studio, les moments où elle chante dans un registre grave sert de soutenance et les moments où elle chante dans un registre aigu forme la voix principale. La chanson se situe dans la tonalité de fa majeur avec une progression d'accords de fa, si, do, do mineur et ré mineur. Elle se situe dans une signature rythmique. Carey chante la piste dans une tonalité de mi majeur et se range entre les notes sol3 et si5.

## Accueil

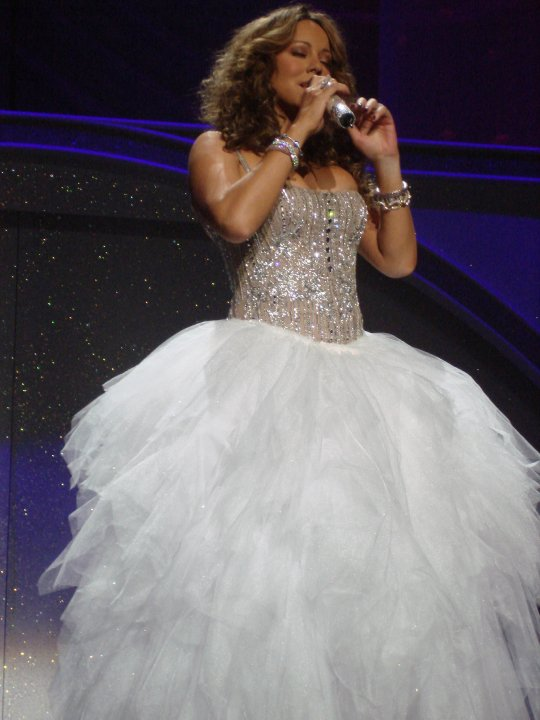
Carey interprétant la chanson en septembre 2009.

La chanson reçoit des critiques favorables. Ken Tucker, journaliste à l'Entertainment Weekly, complimente la chanson envers son « rythme détendu » et trouve que son instrumentation pourrait l'aider à en faire à sortir du lot. Stephen Holden, journaliste du New York Times, complimente Always Be My Baby et l'inclut dans le « meilleur de l'album ». Lors de la 38e cérémonie des Grammy Awards, la chanson est nommée dans la catégorie « Meilleure performance vocale R'n'B féminine ».
Always Be My Baby sort le 9 mars 1996 sous le label Columbia Records et débute à la seconde place du Billboard Hot 100 le 6 avril, juste derrière Because You Loved Me. Always Be My Baby conserve cette place pendant quatre semaines et prend la tête du classement le 4 mai et ce pendant deux semaines avant de redescendre en seconde position pour cinq semaines. Au total, elle y reste neuf semaines non-consécutives et est la quatrième chanson à y rester autant de temps. Elle devient le onzième numéro un de Carey aux États-Unis et partage ce record avec Whitney Houston et Madonna. Après avoir passé deux semaines en tête du Hot 100, les trois singles de Daydream combine 26 semaines au sommet du hit-parade, ce qu'aucun artiste n'a jamais réussi à répliquer. Au Canada, la chanson devient le huitième numéro un de Carey, après avoir atteint ce rang le 20 mai.
En dehors du continent nord-américain, la chanson ne rencontre pas le même succès que Fantasy et One Sweet Day. En Australie, la chanson entre à la 28e place de l'Australian Singles Chart dans la semaine du 13 mars. Le morceau reste seize semaines dans le hit-parade avant d'apparaître à la 47e position le 30 juin. Always Be My Baby a été certifié disque d'or par l'Australian Recording Industry Association (ARIA) pour la vente de 35 000 exemplaires. En Nouvelle-Zélande, la chanson débute au cinquième rang et le conserve pendant trois semaines. Après seize semaines, elle est certifiée disque d'or par la Recording Industry Association of New Zealand (RIANZ),. Au Royaume-Uni, la chanson entre à la troisième place du UK Singles Chart. Elle redescend à la quatrième position la semaine suivante et passe un total de dix semaines. Selon l'Official Charts Company, la chanson s'est vendue à 220 000 exemplaires. En Irlande, la chanson arrive en dixième place de l'Irish Singles Chart et passe neuf semaines dans le palmarès. Aux Pays-Bas, Always Be My Baby entre à la 43e place du classement le 20 avril. La chanson atteint le 27e rang puis ressort du hit-parade. Always Be My Baby débute à la 58e position du classement suédois le 3 mai. Elle atteint la 38e place du palmarès et passe cinq semaines.

## Clip
Le clip d'Always Be My Baby est le second clip réalisé par Carey. Elle est la narratrice d'une tendre histoire d'amour entre deux enfants, un garçon et une fille, qui se retrouvent la nuit. La vidéo a été tournée dans un camping Fresh Air Fund de New York, une association caritative dont Carey fait partie. La vidéo s'ouvre sur Carey en train de se balancer sur une balançoire au-dessus d'un lac. Elle commence à raconter l'histoire de ces deux enfants. Ils sortent de leurs bungalows la nuit pour se retrouver. Ils s'amusent ensemble autour d'un feu de camp près du lac où Carey se balance. Carey danse autour du feu de camp alors que les deux amoureux plongent dans l'eau. La vidéo se termine quand les jeunes gens retournent à leurs bungalows main dans la main. À ce moment-là, Carey est à nouveau sur la balançoire, elle rit et regarde le ciel.
Une seconde vidéo est tournée pour le remix de la chanson. Elle est également réalisée par Carey en noir et blanc. Une scène du clip, dans laquelle Carey porte un chapeau, devient la couverture du single. Son chien, Da Brat et Xscape y font une brève apparition. La vidéo débute quand Carey enregistre la chanson chez elle. Elle porte un grand chapeau blanc et a les cheveux blonds. Après avoir fini la chanson, Carey joue aux cartes et boit de la bière avec Da Brat et Xscape. Le clip se termine quand Carey et Brat sortent du studio.

## Interprétations scéniques et reprises
Carey interprète la chanson lors du Daydream World Tour, Rainbow World Tour, The Adventures of Mimi et dans quelques concerts du Charmbracelet World Tour et Angels Advocate Tour. Durant le Daydream World Tour, Carey est accompagnée de trois choristes et exécute une chorégraphie. Durant le Rainbow World Tour, elle est encore accompagnée de trois choristes. Lors des Adventures of Mimi, elle porte des chaussures Christian Louboutin et chante au second plan de la scène. David Cook, candidat à la septième saison d'American Idol, reprend la chanson lors d'un prime où il fallait chanter des chansons de Carey. Les trois jurys ont apprécié la reprise tout comme Carey qui était présente ce soir-là.

## Versions officielles et remixes
Le principal remix de la chanson, Always Be My Baby (Mr. Dupri Mix), possède une mélodie différente, avec un échantillon de la chanson Tell Me If You Still Care par The SOS Band, dans laquelle Da Brat et le girl group Xscape chantent, et la chanson Slipping Away, qui aurait dû être intégrée dans l'album Daydream.
| CD Single, 1. Always Be My Baby (Version album) – 4:18 2. Always Be My Baby (Mr. Dupri No Rap Radio Mix) – 3:42 3. Always Be My Baby (Mr. Dupri Mix) – 4:40 4. Always Be My Baby (Mr. Dupri Extended Mix) – 5:30 5. Always Be My Baby (Reggae Soul Mix) – 4:53 Vinyl 33 tours, 1. Always Be My Baby – 4:18 2. Long Ago – 4:32 | Vinyl 45 tours, 1. Always Be My Baby (Always Club) – 10:51 2. Always Be My Baby (Dub-A-Baby) – 7:16 3. Always Be My Baby (Groove A Pella) – 7:15 4. Always Be My Baby (ST Dub) – 7:12 |

## Crédits
- Mariah Carey – coproduction, écriture, chant
- Jermaine Dupri – coproduction, écriture
- Manuel Seal Jr. – coproduction, écriture

Crédits issus de l'album Daydream

## Classements, certifications et successions à la première place

### Classements par pays
| Pays                                               | Position | Certification |
| -------------------------------------------------- | -------- | ------------- |
| Allemagne                                          | 76       |               |
| Australie                                          | 17       | Or            |
| Canada                                             | 1        |               |
| Irlande                                            | 10       |               |
| Japon                                              | 79       |               |
| Nouvelle-Zélande                                   | 5        | Or            |
| Pays-Bas                                           | 27       |               |
| Royaume-Uni                                        | 3        |               |
| Suède                                              | 38       |               |
| États-Unis Billboard Hot 100                       | 1        | Platine       |
| États-Unis Billboard Hot Adult Contemporary Tracks | 2        |               |
| États-Unis Billboard Hot Dance Club Play           | 6        |               |
| États-Unis Billboard Hot R&B/Hip-Hop Songs         | 1        |               |

| Pays       | Position | Année | Période   |
| ---------- | -------- | ----- | --------- |
| Canada     | 21       | 1996  | 1995-1996 |
| États-Unis | 5        | 1996  | 1995-1996 |

| Pays       | Position | Période   |
| ---------- | -------- | --------- |
| États-Unis | 49       | 1990-1999 |

## Historique de sortie
| Pays        | Date         | Format    |
| ----------- | ------------ | --------- |
| Canada      | 19 mars 1996 | CD Single |
| Japon       | 19 mars 1996 | CD Single |
| États-Unis  | 19 mars 1996 | CD Single |
| Allemagne   | 3 juin 1996  | CD Single |
| France      | 3 juin 1996  | CD Single |
| Royaume-Uni | 3 juin 1996  | CD Single |